# Libengaia vermiculatus
Libengaia vermiculatus är en insektsart som beskrevs av Melichar 1912. Libengaia vermiculatus ingår i släktet Libengaia och familjen dvärgstritar. Inga underarter finns listade i Catalogue of Life.